# Bloukransbrug
De Bloukransbrug is een boogbrug in Zuid-Afrika. Hij ligt in de omgeving van Plettenbergbaai, op de grens tussen de provincies  Oost-Kaap en West-Kaap, in de regio Tsitsikamma van de Tuinroute. 
De constructie, voltooid in 1984, hangt zo'n 216 meter boven de Bloukransrivier. De hele boog is 272 meter lang en het wegdek is 451 meter lang. Het is de grootste enkelspanboogbrug in Afrika. Over de brug loopt een belangrijke Zuid-Afrikaanse weg, de N2.
Vanaf de brug wordt bungee gesprongen.